# Hugh Longbourne Callendar

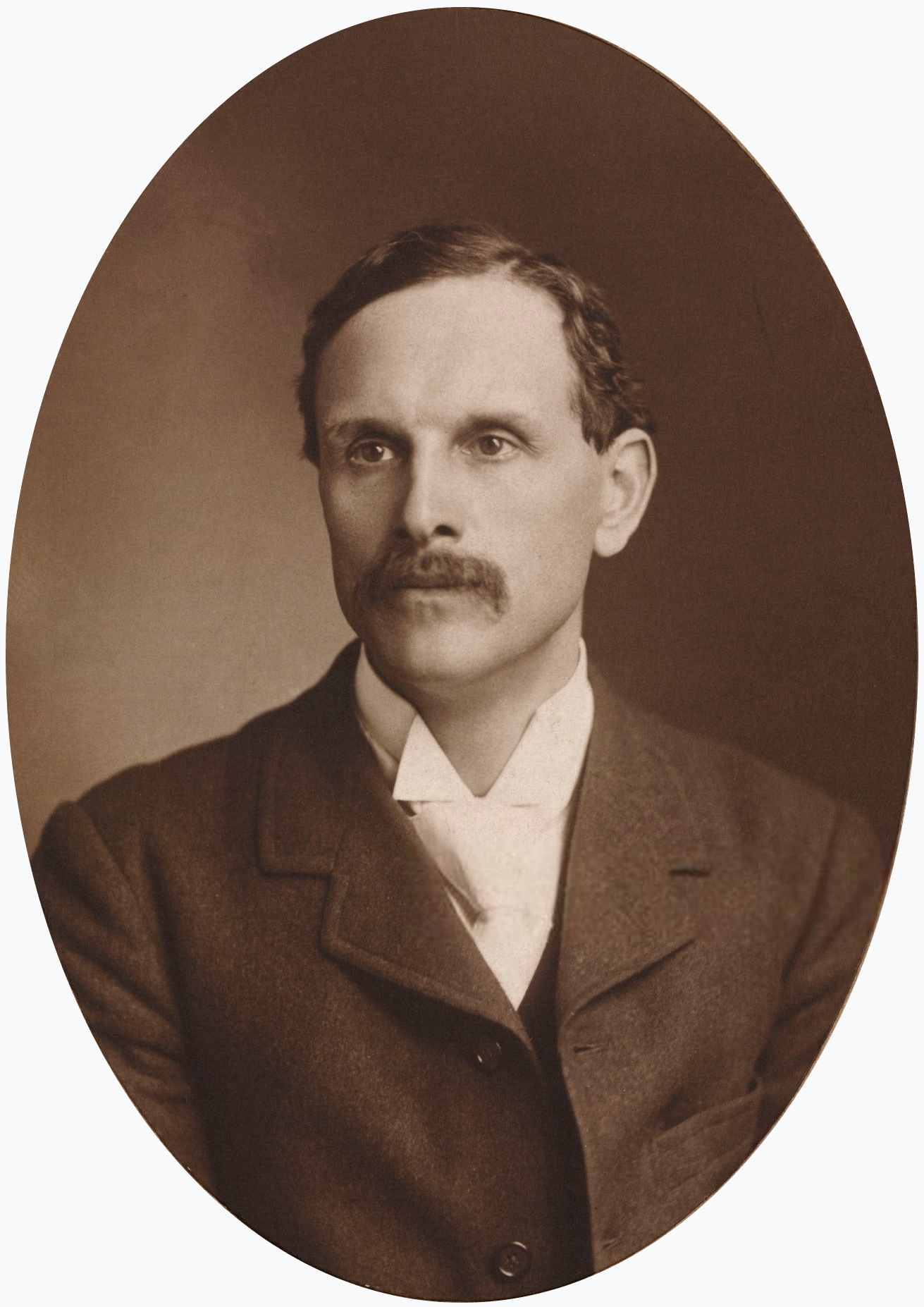
Hugh Longbourne Callendar (um 1900)

Hugh Longbourne Callendar (* 18. April 1863 in Hatherop, Cotswolds; † 21. Januar 1930 in Ealing (London)) war ein britischer Physiker. 

## Leben und Wirken
1893 war Hugh Callendar Professor an der McGill University in Montreal, 1898 wieder zurück in England am Royal College of Science in South Kensington und ab 1907 am Imperial College London.
Er leistete bedeutende Beiträge zur Thermometrie, Kalorimetrie und zu den thermodynamischen Eigenschaften von Dampf. 1886 beschrieb er ein präzises Thermometer auf der Grundlage des spezifischen elektrischen Widerstands von Platin, siehe Callendar-Van-Dusen-Gleichung (CvD). Später entwickelte er ein elektrisches Durchfluss-Kalorimeter. 
Sein Sohn Guy Stewart Callendar wurde Ingenieur und Erfinder. Nach seines Vaters Tod versuchte er dessen Arbeit fortzusetzen und forschte zur Enthalpie von Dampf. Ab 1938 veröffentlichte Guy Stewart Callendar, basierend auf den Arbeiten von Svante Arrhenius und Nils Gustaf Ekholm, einige Artikel zur globalen Erwärmung.
Callendar war seit dem 7. Juni 1894 Fellow der Royal Society, die ihn 1906 mit der Rumford-Medaille ehrte. 1912 hielt er die Bakerian Lecture.

## Schriften (Auswahl)
- On the Practical Measurement of Temperature: Experiments made at the Cavendish Laboratory, Cambridge : Communicated by J. J. Thomson
- A manual of cursive shorthand. 1889.
- Properties of steam and thermodynamic theory of turbines. 1920.
- Abridged Callendar Steam Tables, centigrade units. um 1928.